# August Dieckmann (SS-Mitglied)

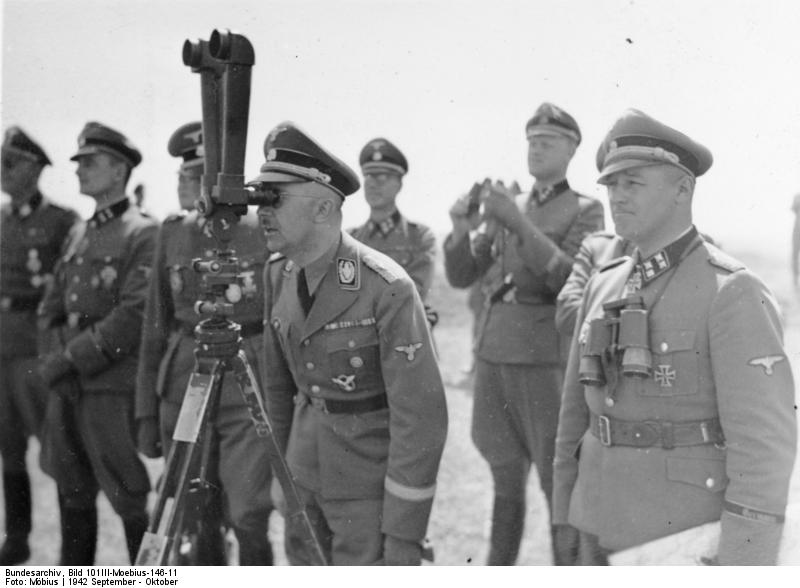
SS-Sturmbannführer August Dieckmann rechts (mit Fernglas umhängend) anlässlich eines Truppenbesuchs von Reichsführer SS Heinrich Himmler im September 1942 an der Ostfront. (Propagandaaufnahme)

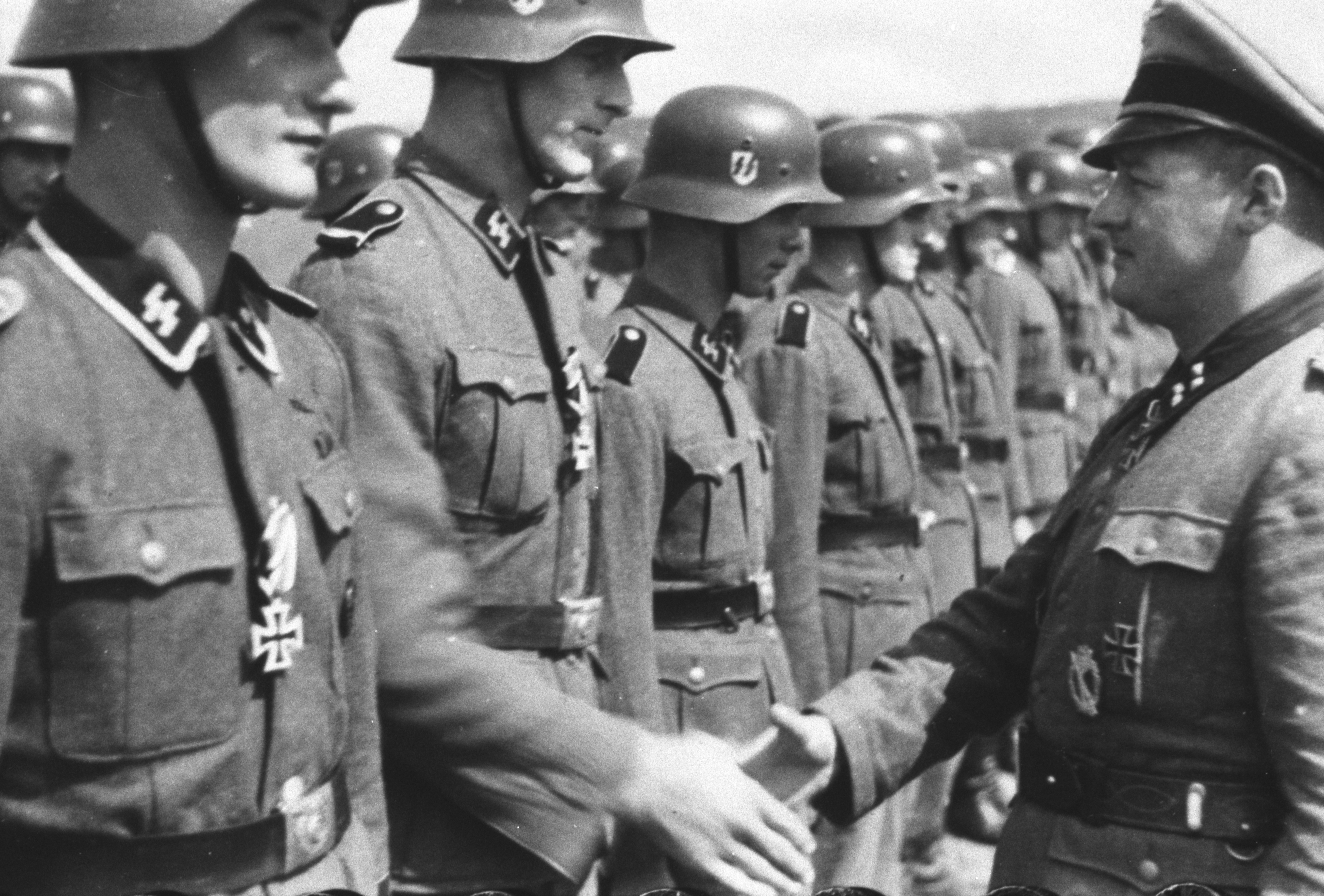
Dieckmann bei der Verleihung des Eisernen Kreuzes II. Klasse an Soldaten der Division „Wiking“ (1942)

August Hinrich Dieckmann (* 29. Mai 1912 in Cadenberge; † 10. Oktober 1943 auf einer Insel im mittleren Dneprabschnitt, Sowjetunion) war ein deutscher SS-Standartenführer der Schutzstaffel und Waffen-SS im Zweiten Weltkrieg.

## Leben
Dieckmann trat am 4. November 1933 der Allgemeinen SS bei (SS-Nummer 183.917) und wurde dem 1. Sturm der SS-Standarte 88 zugeteilt. Ab 1. April 1934 besuchte er die SS-Junkerschule in Braunschweig, wobei er dem 2. Sturm der SS-Standarte 2 (München) zugeteilt war. Nach erfolgreichem Abschluss der Junkerschule am 25. April 1935 absolvierte er bis Ende März 1936 einen Zugführerlehrgang in Dachau. Während dieser Zeit wurde er am 1. Juli 1935 zum SS-Standartenjunker und am 25. Februar 1936 zum SS-Standartenoberjunker befördert.
Am 1. April 1936 erfolgte seine Versetzung in den III. Sturmbann der SS-Standarte 1 „Deutschland“ nach Ellwangen, wo Dieckmann am 20. April 1936 zum SS-Sturmführer befördert wurde. Vom 1. Oktober 1936 bis Ende Mai 1937 diente Dieckmann im IV. Sturmbann der SS-Standarte 1. Nach anschließender Absolvierung eines Truppen-Pionier-Lehrgangs an der Pionier-Schule in Dessau-Roßlau erfolgte am 12. September 1937 die Beförderung zum SS-Obersturmführer. Juli 1937 beantragte er die Aufnahme in die NSDAP und wurde rückwirkend zum 1. Mai desselben Jahres aufgenommen (Mitgliedsnummer 4.455.713). Von November 1937 bis Ende April 1938 diente Dieckmann als Zugführer im III. Sturmbann der SS-Standarte 1. Im Mai 1938 wurde er in den II. Sturmbann seiner Standarte versetzt, von wo aus er am 24. September 1938 zum XI. Armeekorps nach Hannover abkommandiert wurde. Anfang Dezember 1938 kehrte Dieckmann wieder zu seinem Sturmbann zurück.
Zum 1. Juni 1939 wurde Dieckmann mit der Führung des II. Sturmbanns der SS-Standarte 1 (Kommandeur Felix Steiner) beauftragt. Diesen kommandierte der am 1. September 1939 zum SS-Hauptsturmführer beförderte Dieckmann beim Überfall auf Polen. Die Standarte, nunmehr als SS-Regiment „Deutschland“ (mot.) (mit Bataillonen statt Sturmbannen) bezeichnet, war dabei der am 19. August 1939 neuaufgestellten Panzer-Division Kempf (Kommandeur Werner Kempf) unterstellt, die im Rahmen der 3. Armee (Kommandeur Georg von Küchler) eingesetzt war und sich dabei u. a. durch Massenmorde an polnischen Juden hervortat. Am 28. September 1939 wurde Dieckmann mit dem Eisernen Kreuz II. Klasse ausgezeichnet.
Das II. Bataillon des SS-Regiments „Deutschland“ (mot.), als Teil der SS-Verfügungsdivision, kommandierte Dieckmann im Frühjahr 1940 auch im Westfeldzug. Dabei erhielt er am 3. Juni 1940 das Eiserne Kreuz I. Klasse. Nach Beendigung des Westfeldzugs wurde Dieckmann als Taktiklehrer an die SS-Junkerschule nach Braunschweig delegiert; dort erfolgte am 26. Dezember 1941 die Beförderung zum SS-Sturmbannführer.
Am 10. Februar 1941 wurde Dieckmann mit der Führung des I. Bataillons des SS-Regiments „Germania“ (SS-Division „Wiking“) betraut, welches er ab Juni 1941 im Ostfeldzug kommandierte. Das Regiment stieß dabei im Rahmen der Heeresgruppe Süd bis November 1941 in Richtung Rostow vor und war anschließend an der Schlacht um Rostow beteiligt. Am 26. Dezember 1941 wurde Dieckmann zum Kommandeur des SS-Regiments „Germania“ ernannt. Am 28. Februar 1942 erfolgte die Verleihung des Deutschen Kreuzes in Gold. Am 23. April 1942 erhielt Dieckmann das Ritterkreuz des Eisernen Kreuzes verliehen.
Am 16. April 1943 wurde Dieckmann mit der Führung des SS-Panzergrenadier-Regiments „Westland“ in der SS-Panzergrenadier-Division „Wiking“ betraut. Am gleichen Tag erhielt er das Eichenlaub zum Ritterkreuz. Am 20. April 1943 erfolgte Dieckmanns Ernennung zum Kommandeur des Regiments. Am 21. Juni 1943 wurde er zum SS-Obersturmbannführer befördert.
Am 10. Oktober 1943 wurde Dieckmann mit den Schwertern zum Eichenlaub des Ritterkreuzes ausgezeichnet. Am gleichen Tag fiel er bei den Brückenkopfkämpfen am mittleren Dnepr auf der von den Deutschen so genannten „Fuchsschwanzinsel“. Seine Beisetzung fand in Korsun statt. Am 15. Mai 1944 erfolgte die postume Beförderung Dieckmanns zum SS-Standartenführer mit Wirkung zum 1. Oktober 1943.
Dieckmann wird bis heute mit dem Massaker von Oradour in Verbindung gebracht. Allerdings wurde dieses Massaker nicht von ihm, sondern von Adolf Diekmann im Juni 1944 verübt.